# Districte de San Pedro de Cajas
El districte de San Pedro de Cajas és un dels nou districtes que conformen la província peruana de Tarma, a la regió Junín.
El significat de la paraula "Cajas", prové de la paraula Cacas o Gagash que vol dir "penyes" per estar situat entre penyes i pedregales. El districte es va crear per llei el 2 de novembre de 1932. Ocupa una extensió de 537,31 km² i la seva població segons el cens de 1993 era de 5.845 habitants.
La majoria de la població del districte habita en zona urbana encara que més del 30% té com a activitat principal l'agricultura. Entre els cultius principals de la zona destaquen el de la papa i l'altre percentatge es dedica a l'artesania que consisteix en l'elaboració de tapissos de llana d'ovella.

## Localitats
El districte està format per un poble, 15 annexos, cinc caserius i quatre unitats agropecuàries. A més de la capital, San Pedro de Cajas, es poden assenyalar les següents localitats:
- Viscacancha
- Chupán
- Quisuar
- Yanec
- Auquimarca

## Artesania
La major part de la població de San Pedro de Cajas treballa per l'artesania manual, amb simples màquines de fusta crean les seves colorides mantes, on plasmen la seva creativitat i destresa. La majoria són dones dedicades a l'elaboració manual de mantes típiques, tapissos, chompas i chalinas entre altres confeccions.
La característica que diferencia cada peça téxtil són les suaus llanes d'ovella, alpaca i vicunya, a més del disseny inspirat en les seves pròpies vivències, els seus paisatges, costums i tradicions.
Els pobladors llueixen les seves obres en dates especials, com la Setmana Santa a on cada barri exposa la seva millor artesania i creativitat, en la sortida del crist ressuscitat. Milers de turistes queden admirats en apreciar els seus treballs.
Entre altres atractius, organitzen un singular concurs de filat amb Puchca, a on guanyar la filadora més ràpida. També es fa el concurs de teixir la manta Huashacata Sampedrana o Catarana.

## Llocs turístics
San Pedro de Cajas disposa d'atractius llocs turístics arqueològics i naturals com 
- Cachipozo
- Chuyac
- Capillamachay
- Gallineria
- Llac Parpacocha
- Mirador de 2 de Mayo

## Gastronomia
Els menjars típics d'aquest lloc són:
- Les mazamorras, fetes de productes naturals.
- El puchero, sopa verda.
- Shajta, sopa de carn seca, papa i blat de moro torrat.
- Lapcha plat tradicional que es consumeix per l'època de Setmana Santa.
- Jaka Locro.

## Festes patronals
El districte celebra especialment el Carnaval i la Setmana Santa. Altres festivitats inclouen les festes de las Cruces que se celebren en el mes de maig i la festa patronal que se celebra el dia de Sant Pere, el 29 de juny i també són festivitats assenyalades: San Pablo, San Antonino de Pàdua i El Niño viajero.